# Palais de la foire de Lyon
Le Palais de la foire est un ancien édifice lyonnais situé allée Achille-Lignon, dans le 6e arrondissement de Lyon, en France. Conçu par l'architecte Charles Meysson, il est construit de 1918 à 1935. En 1985, il est décidé que le palais sera détruit, ce qui aura lieu en 1989 à l'exception de la façade du pavillon principal sur le parc de la Tête d'Or qui matérialise l'entrée actuelle du Musée d'art contemporain de Lyon.

## Historique
Suite au succès de la Foire de Lyon de 1917 et ses 2 169 exposants, Edouard Herriot, alors maire de Lyon, décide de lancer la construction d’un Palais de la Foire pour abriter la manifestation sur des terrains situés en bordure du Rhône et du parc de la Tête d'Or. Charles Meysson, qui a déjà construit d'autres bâtiment pour la ville de Lyon, travaille sur le projet dès 1918. Ce dernier dessine un bâtiment modulable néoclassique, il s'agit d'un bâtiment fonctionnel dont le décor est composé de pierres factices qui reposent sur une ossature en béton armé. L’ensemble de l’édifice repose sur pilotis car le lieu est régulièrement sujet aux inondations. La construction des différents éléments va durer jusqu'en 1935. Le bâtiment est composé de vingt-quatre pavillons de quatre étages disposés le long d’une couverte centrale.  
En juillet 1940, des files d’attente se forment dans le hall du Palais de la Foire de Lyon, reconverti en centre d’accueil et de triage des réfugiés. Les personnes rassemblées rejoignent le flot de civils fuyant l’avancée des troupes allemandes – d’abord des Belges, des Néerlandais et des Luxembourgeois à partir de mai 1940, puis des Français originaires du nord et de l’est du pays.

## Galerie

Le palais de la foire de Lyon vers 1916
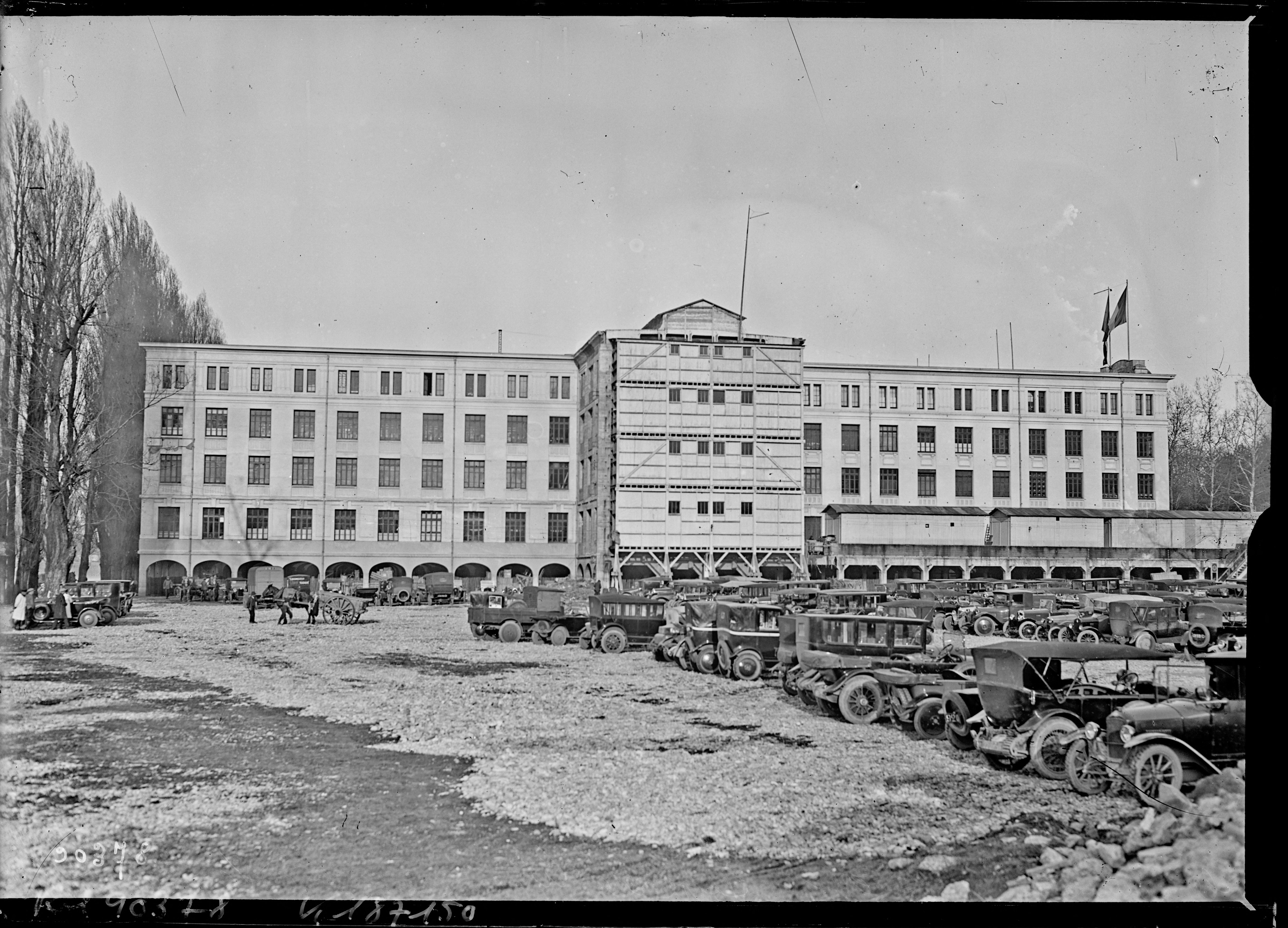
Le palais de la foire de Lyon, vue de côté en 1924.
Le palais de la foire de Lyon en 1930.
Allée couverte pendant une exposition du palais de la foire de Lyon en 1930.
Vue aérienne du palais de la foire en 1935.
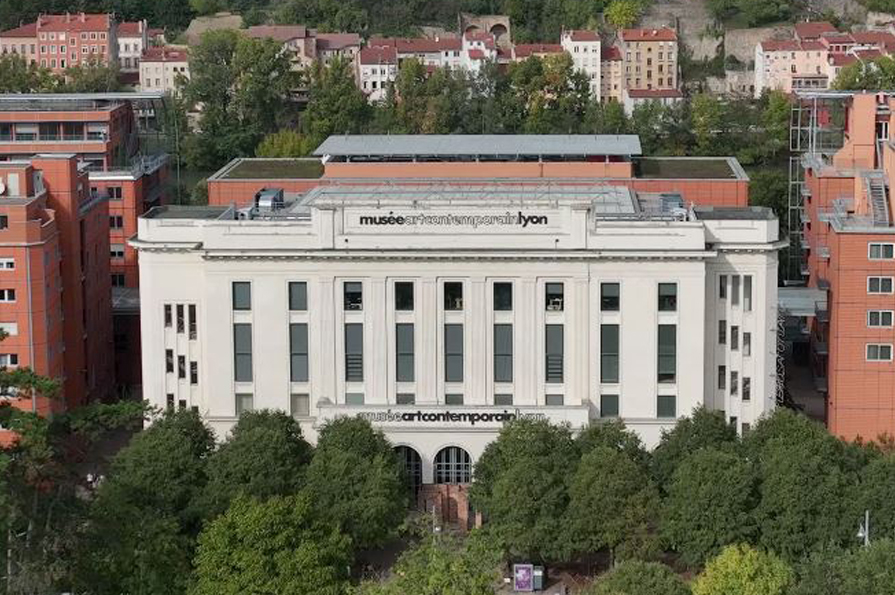
Façade du musée d'Art contemporain subsistante après la démolition du palais de la foire.

## Sources
- Anne-Sophie Clémençon, « Charles Meysson, architecte lyonnais ou la mémoire d'une ville », Le Mot Dit, octobre 1989, n°5
- Anne Gallety, Le Palais de la foire de Lyon, Lyon, 1982